# アナログ耐性
アナログ耐性（アナログたいせい）とは、主に生物の変異株が持つ、フィードバック阻害を司る代謝系の最終生産物に類似の物質（アナログ）の存在下でも生存できる性質。アナログの存在下で生物を培養した場合、通常は代謝系の酵素反応の一部がアナログによってフィードバック阻害を受けるため、生存に必要な物質を生産できずに死滅してしまうが、アナログ耐性を獲得した変異株はアナログによるフィードバック阻害を受けないため生存が可能であり、さらに通常よりも多くの物質を生産できる。このようにして得られた変異株はアナログ耐性株と呼ばれ、インスリン等の薬剤の大量合成や、うまみ成分の多い稲･トウモロコシ等の作物の品種改良、アミノ酸のL-リシンを蓄積した遺伝子組換えトウモロコシ(「遺伝子組み換え作物」参照)、香気成分の多い清酒酵母の開発などに利用されている。特に成功した例としては、微生物を用いたアミノ酸発酵や核酸発酵である。

## アミノ酸発酵への応用
アミノ酸のL-リシンとL-トリプトファンとL-スレオニンのアナログ耐性株によるアミノ酸発酵について解説する。
生合成されたリシンによるフィードバック阻害は、リシン生合成系の酵素群の中の鍵酵素でもあるジヒドロジピコリン酸合成酵素(dihydrodipicolinate synthase: DHDPS, EC 4.2.1.52, 反応)やアスパラギン酸リン酸化酵素(aspartate kinase, EC 2.7.2.4, 反応)の活性をリシンが阻害することに依存している。一方、リシンのアナログであるS-(2-アミノエチル)-L-システイン(CAS No: 4099-35-8)耐性株であるリシン生産菌は、リシンとスレオニンによるアスパラギン酸リン酸化酵素に対する協奏的なフィードバック阻害(リシンとスレオニンが同時に存在すると阻害されるが、各々単独に存在する場合は阻害されない)が解除されている。そのため、生合成されたリシンによってリシン生合成系が阻害されず、リシンやスレオニンが同時に高濃度で存在していてもリシン生合成が続き、大量のリシンが生合成される。DHDPSの変異によるリシンのフィードバック阻害が解除された株でも生合成されたリシンによってリシン生合成系が阻害されず、大量のリシンを培地中に放出する。
トリプトファンのアナログである5-メチルトリプトファン(CAS No: 951-55-3)や5-フルオロトリプトファン(CAS No: 16626-02-1)耐性株では、アンスラニル酸合成酵素(anthranilate synthase,  EC 4.1.3.27, 反応)に対するトリプトファンによるフィードバック阻害が解除されており、トリプトファンを蓄積できる。
スレオニンのアナログである2-アミノ-3-ヒドロキシ吉草酸耐性変異株では、ホモセリン脱水素酵素(homoserine dehydrogenase, EC 1.1.1.3, 反応)に対するスレオニンによるフィードバック阻害が解除されており、スレオニンを蓄積できる。